# Église du Christ de The Bottom
L'église du Christ (en néerlandais : Christuskerk) est une église anglicane située à The Bottom, à Saba, dans les Antilles néerlandaises.

## Historique
La date exacte de la construction de l'église est encore incertaine mais il est attesté qu'elle a été rénovée en 1777, après avoir été endommagée par un ouragan en 1772. La même année, en 1777, le pasteur Kirkpatrick demanda également au commandant néerlandais Johannes de Graaff la permission d'établir officiellement l'église anglicane à Saba. Elle est généralement considérée comme le plus ancien bâtiment de Saba.